# سودبري تاون (محطة مترو أنفاق لندن)
سودبري تاون (بالإنجليزية: Sudbury Town)‏ هي إحدى محطات مترو أنفاق لندن. تقع على خط بيكاديلي أفتتحت في المنطقة (Zone) رقم 4 أفتتحت في 28 يونيو 1903. 